# Moltke S. Gram
Moltke S. (Stefanus) Gram (* 23. April 1938 in Waterloo, Iowa, USA; † 21. Februar 1986 in Iowa City, USA) war ein US-amerikanischer Philosoph und Philosophiehistoriker. Er war Mitglied der American Philosophical Association und trat vor allem mit Beiträgen über Immanuel Kant, den Deutschen Idealismus, Ontologie, Erkenntnistheorie und generell die Philosophie des 17. bis 19. Jahrhunderts international in Erscheinung.

## Leben
Gram wurde als Sohn von Moltke Stefanus und Dorothy (Forman) Gram geboren. Er studierte, zeitweise als Stipendiat des Fulbright-Programms (1963/64), an den Universitäten in Kiel (1960), Heidelberg (Postgraduate, 1964f.) und Bloomington (Bachelor of Arts, 1960). In Bloomington, wo er von 1964 bis 1965 als Instructor tätig war, wurde er 1966 mit der Studie Kant, Ontology and the a Priori zum Doctor of Philosophy promoviert. Von 1965 bis 1969 war Gram Assistant Professor an der Northwestern University in Evanston (Illinois), danach bis 1975 Associate Professor an der University of Iowa, Iowa City, Iowa und Inhaber eines Guggenheim-Stipendiums (1970/71). In diese Zeit fällt eine Herausgeberschrift aus Anlass der Emeritierung des in Österreich geborenen, Ende der 1930er Jahre emigrierten  Wissenschaftstheoretikers Gustav Bergmann, der vor allem in den 1960er und 1970er Jahren als Begründer der sog. Iowa Schule bzw. Iowa Realisten weltweit großen Einfluss hatte. In Iowa City wurde Gram schließlich 1975 zum Full Professor ernannt. Er hielt diese Professur bis zu seinem frühen Tod.

## Schriften (Auswahl)

### Monografien
- Kant: Disputed Questions. Quadrangle Books, Chicago 1967.
- Kant, Ontology and the a Priori. Northwestern University Press, Evanston, Illinois 1968.
- Direct Realism: A Study Of Perception. M. Nijhoff, Boston 1983.

### Herausgeber
- The Ontological Turn. Studies in the Philosophy of Gustav Bergmann. University of Iowa Press, Iowa 1974 (zusammen mit E. D. Klemke).

### Buch- und Zeitschriftenbeiträge
- Spinoza, Substance, and Predication. In: Theoria. Band 34, Nr. 3, 1968, S. 222–244.
- Transcendental Arguments. In: Noûs. Band 5, Nr. 1, 1971, S. 15–26.
- Hans-Georg Gadamer (Hrsg.), „Truth and Historicity“. [REVIEW] In: History and Theory. Band 13, Nr. 1, 1974, S. 83–96.
- Mongrel Categoricals and Category Mistakes. In: Southern Journal of Philosophy. Band 12, Nr. 1, 1974, S. 35–47.
- Must We Revist Transcendental Arguments? In: Journal of Philosophy. Band 72, Nr. 18, 1975, S. 624–626.
- Must We Revisit Transcendental Arguments? In: Philosophical Studies. Band 31, Nr. 4, 1977, S. 624–626.
- Transcendental Arguments: A Meta-Critique. In: Kant-Studien. Band 70, Nr.  1–4, 1979, S. 508–513.
- Gadamer on Hegel's Dialectic: A Review Article. In: The Thomist. Band 43, Nr. 2, 1979, S. 322.
- The Crisis of Syntheticity: The Kant-Eberhard Controversy. In: Kant-Studien. Band 71, Nr. 1–4, 1980, S. 155–180.
- Things in Themselves: The Historical Lessons. In: Journal of the History of Philosophy. Band 18, Nr. 4, 1980, S. 407–431.
- Kant's Duplication Problem. In: Dialectica. Band 34, Nr. 1, 1980, S. 17–59.
- What Kant Really Did to Idealism. In: Philosophical Topics. Band 12, Nr. 2, 1981, S. 127–156.
- Intellectual Intuition: The Continuity Thesis. In: Journal of the History of Ideas. Band 42, Nr. 2, 1981, S. 287.
- What Kant Really Did to Idealism. In: Philosophical Topics. Band 12, Nr. 2, 1981, S. 127–156.
- Reference and Essence. In: Review of Metaphysics. Band 36, Nr. 2, 1982, S. 472–475.
- The Skeptical Attack on Substance: Kantian Answers. In: Midwest Studies in Philosophy. Band 8, Nr. 1, 1983, S. 359–371.
- What is Existence? In: Review of Metaphysics. Band 36, Nr. 4, 1983, S. 958–960.
- The Transcendental Turn: The Foundation of Kant's Idealism. In: Philosophical Review. Band 96, Nr. 4, 1984, S. 618–620.
- Die Bedeutung von 'Wahr' und 'Wahrheit'. In: Review of Metaphysics. Band 38, Nr. 3, 1985, S. 623–626.
- The Anatomy of Idealism. In: Review of Metaphysics. Band 40, Nr. 1, 1986, S. 128–130.
- Representational Mind. In: International Studies in Philosophy. Band 19, Nr. 3, 1987, S. 63–65.
- The Structure of Experience. In: International Studies in Philosophy. Band 19, Nr. 3, 1987, S. 106–108.